# Мистецькі змагання на літніх Олімпійських іграх 1920

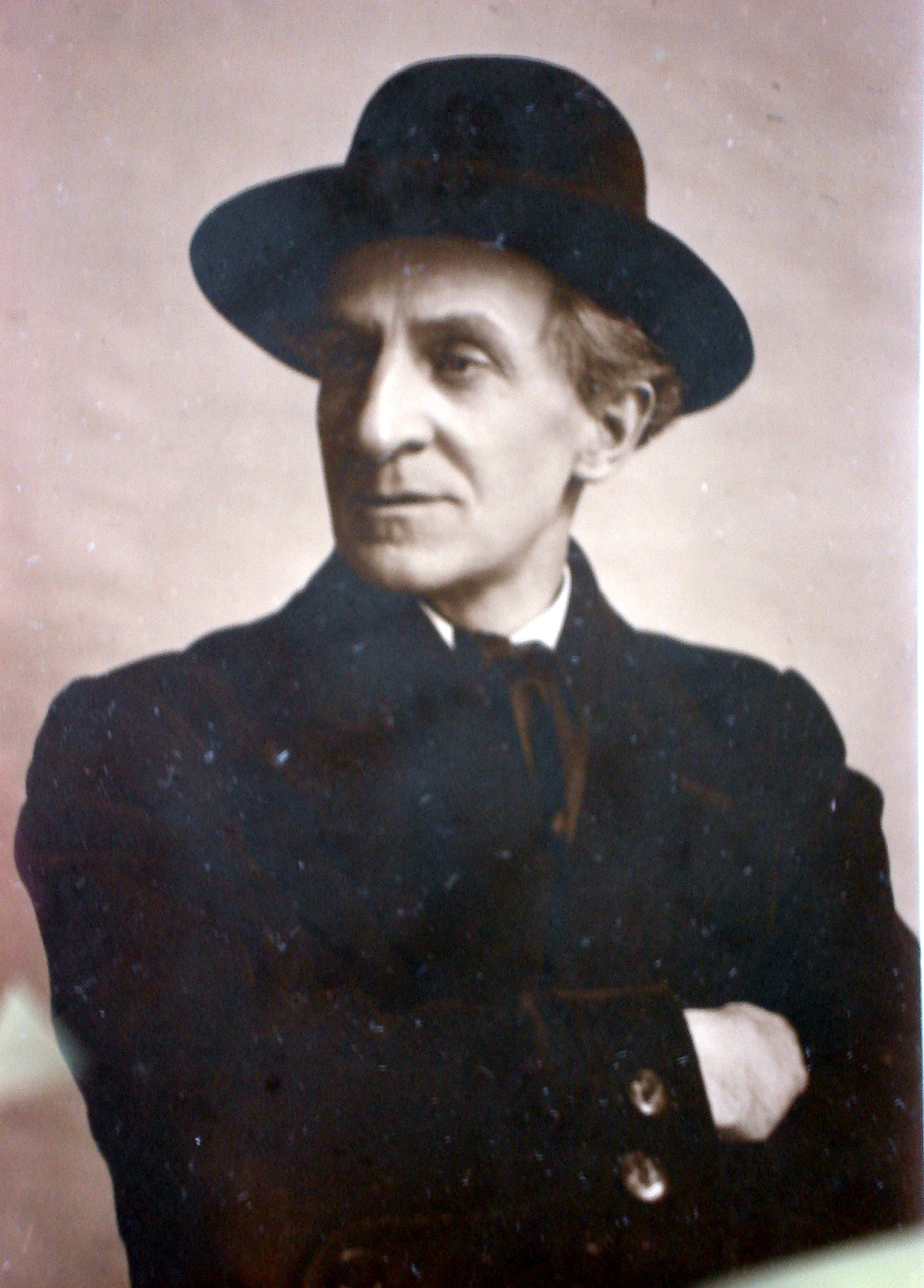
Бельгійський художник Альфред Ост. Бронзова медаль з живопису

Мистецькі змагання були проведені в рамках літніх Олімпійських ігор 1920 року в Антверпені, Бельгія. Медалі були вручені в п'яти категоріях: архітектура, література, музика, живопис і скульптура. В конкурсі барли участь роботи присвячені спортивній тематиці.
Мистецькі змагання на Олімпіаді входили до програми Олімпійських ігор з 1912 по 1948 р., але були припинені через суперечки з приводу дилетантизму і професіоналізму його учасників. 

## Переможці
| Category    | Золото                                      | Срібло                                                      | Бронза                                                 |
| ----------- | ------------------------------------------- | ----------------------------------------------------------- | ------------------------------------------------------ |
| Архитектура | none awarded                                | Холгер Сіндінг-Ларсен (NOR) Project for a gymnastics school | none awarded                                           |
| Література  | Раньєро Нікола (ITA) "Canzoni Olimpioniche" | Теодор Андреа Кук (GBR) "Olympic Games of Antwerp"          | Моріс Бладен (BEL) "La Louange des Dieux"              |
| Музика      | Жорж Моньє (BEL) "Olympique"                | Орест Ріва (ITA) "Marcia trionfale"                         | none awarded                                           |
| Живопис     | none awarded                                | Генріета Бросін де Поланска (FRA) "L'élan"                  | Альфред Ост (BEL) "Joueur de Football"                 |
| Скульптура  | Альберік Коллін (BEL) "La Force"            | Сімон Ґуссенс (BEL) "Les Patineurs"                         | Альфон де Купер (BEL) "Lanceur de Poids" and "Coureur" |

У той час всі переможці були нагороджені медалями Олімпіади, але зараз художні конкурси більше не розглядаються як офіційні олімпійські змагання Міжнародним олімпійським комітетом. Тому ці змагання не з'являються в базі даних медалей МОК, і ці переможці не включені в реєстр медалей МОК за Олімпійські ігри 1920 року.